# Desfiladero de Terradets

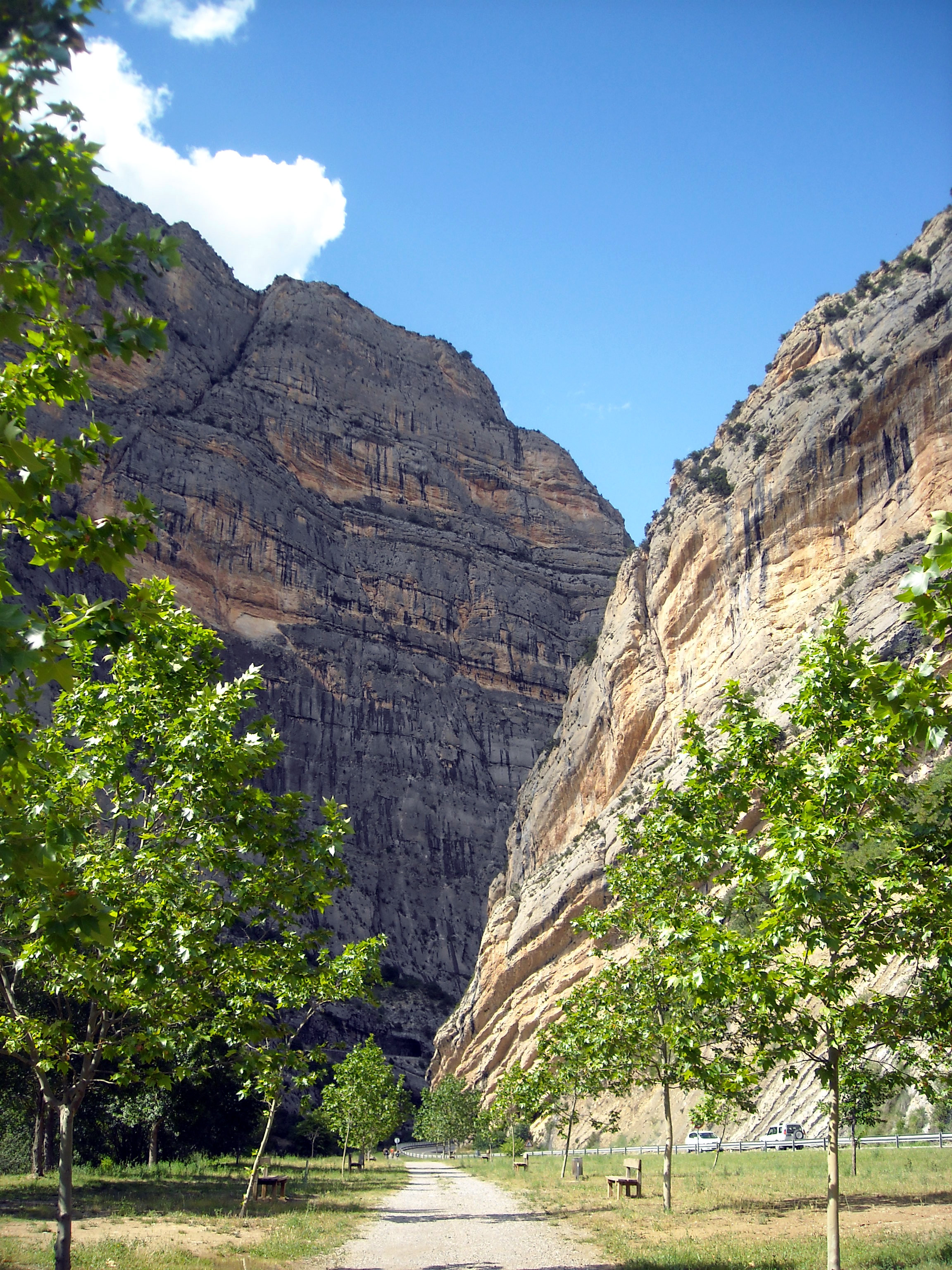
Paso de Terradets.

El desfiladero de Terradets ha sido formado por el río Noguera Pallaresa al atravesar la Sierra del Montsec, en el límite entre las comarcas de la Noguera y Pallars Jussá. A través del desfiladero pasan la carretera C-13 y la vía de tren Lérida - La Puebla de Segur. El desfiladero de Terradets pertenece al término municipal de Castell de Mur, concretamente al pueblo de Cellers. El desfiladero de Terradets conforma un bello paraje natural junto con la Sierra del Montsec y el pantano del mismo nombre. La zona cuenta con infraestructura turística (hotel, restaurante, casa de pagès) y de actividades recreativas (escalada, espeleología, hipismo, deportes acuáticos). Se puede llegar ahí con los Ferrocarriles de la Generalidad de Cataluña (estación de Cellers) o en autobús, Alsina Graells, línea Barcelona-Puebla de Segur o de Lérida-Esterri d'Àneu.